# Istiblennius lineatus
Istiblennius lineatus är en fiskart som först beskrevs av Valenciennes, 1836.  Istiblennius lineatus ingår i släktet Istiblennius och familjen Blenniidae. Inga underarter finns listade i Catalogue of Life.